# Fysieke laag
De fysieke laag (physical layer) is de eerste (onderste) laag uit het OSI-model. Deze bevat de elektrische en mechanische definities van transportmedium en het signaal.
De fysieke laag beschrijft drie zaken:
- Het vertalen van binaire informatie in een signaal en andersom.
- De definitie van de mechanische karakteristieken van kabel, connectoren (stekkers) en maximale lengte.
- De definitie van de signaalkarakteristieken zoals: het elektrische signaal bij transport over koper, het optische signaal bij transport over glasvezel of het radiosignaal bij transport door de ether.

## Bekende voorbeelden
De volgende technologieën voorzien in diensten op de fysieke laag:
- Alle ITU-aanbevelingen, zoals RS-232, RS-485 (zie ook Modem)
- Alle variëteiten van IEEE 802.15 (bluetooth)
- Alle variëteiten van IEEE 802.11 (wifi, WLAN)
- DSL
- Ethernet-specificaties voor de fysieke laag. Zoals: 10BASE-T, 10BASE2, 10BASE5, 100BASE-TX, 100BASE-FX, 1000BASE-T, 1000BASE-SX
- GSM
- I²C-bus
- ISDN
- IrDA
- SDH
- USB physical layer
- X10